# Monastîrok-Ohleadivskîi, Radehiv
Monastîrok-Ohleadivskîi (în ucraineană Монастирок-Оглядівський) este un sat în comuna Ohleadiv din raionul Radehiv, regiunea Liov, Ucraina.

## Demografie
Componența lingvistică a localității Monastîrok-Ohleadivskîi
     Ucraineană (99,76%)
     Alte limbi (0,24%)
Conform recensământului din 2001, majoritatea populației localității Monastîrok-Ohleadivskîi era vorbitoare de ucraineană (99,76%), existând în minoritate și vorbitori de alte limbi.